# 帕达姆普尔
帕达姆普尔（Padampur），是印度拉贾斯坦邦Ganganagar县的一个城镇。总人口16958（2001年）。

## 人口
该地2001年总人口16958人，其中男性8965人，女性7993人；0—6岁人口2638人，其中男1480人，女1158人；识字率64.27%，其中男性为69.66%，女性为58.23%。